# Distretto municipale di Hohoe
Il distretto municipale di Hohoe (ufficialmente Hohoe Municipal District, in inglese) è un distretto della Regione del Volta del Ghana.